# Ciclisme als Jocs Olímpics d'estiu de 2016 - Ciclisme en ruta masculí
La prova de Ciclisme en ruta masculí dels Jocs Olímpics de Rio de Janeiro 2016 es disputà el 6 d'agost amb sortida i final al Fort de Copacabana.
La cursa va ser guanyada pel belga Greg Van Avermaet, seguit pel danès Jakob Fuglsang, que va guanyar la medalla de plata i el polonès Rafał Majka, que guanyà el bronze.

## Recorregut
La cursa va tenir 241,6 km. Començant al Fort de Copacabana, el gran grup es va dirigir a l'oest passant a través d'Ipanema, Barra, i les platges de la Reserva Maripendi a través de la carretera de la costa que condueix als 24,8 quilòmetres de circuit en bucle de Grumari. Després de quatre voltes del sector Grumari (99,2 km dels 241,5 km), la cursa torna cap a l'est a través de la mateixa carretera de la costa per entrar als 25,7 quilòmetres del bucle del Circuit Vista Chinesa a Gávea durant tres voltes (77,1 quilòmetres dels 241,5 km) abans d'acabar de nou al Fort de Copacabana
|  |  |  |

## Qualificació
Els cinc països millor classificats en la classificació final de l'UCI World Tour 2015 tenen dret a tenir cinc corredors per representar al seu país. Aquests cinc països eren: Espanya, Itàlia, Colòmbia, Gran Bretanya i Bèlgica.
Els següents deu països (6 al 15) en les posicions finals de l'UCI World Tour 2015 poden incloure de quatre corredors per representar al seu país. Aquests cinc països eren: França, els Països Baixos, Austràlia, Alemanya, Noruega, Polònia, Portugal, la República Txeca i Eslovènia i Suïssa.
Els altres cinc primers països de l'UCI Europa Tour - Ucraïna, Rússia, Dinamarca - a més del Canadà i Argentina (els dos primers de la UCI Amèrica Tour), Iran (primer de l'UCI Àsia Tour) i el Marroc (primer de l'UCI Àfrica Tour) podien alinear tres corredors. Els altres països representats a la cursa podien tenir un o dos ciclistes, per formar un grup a la sortida de 144 participants.

## Medallistes
| Or                      | Plata                | Bronze            |
| Greg Van Avermaet (BEL) | Jakob Fuglsang (DEN) | Rafał Majka (POL) |

## Classificació final
| Pos.   | Ciclista                 | Temps      |
| ------ | ------------------------ | ---------- |
| Or     | Greg Van Avermaet (BEL)  | 6h 10' 05" |
| Argent | Jakob Fuglsang (DEN)     | m.t.       |
| Bronze | Rafał Majka (POL)        | + 5"       |
| 4      | Julian Alaphilippe (FRA) | + 22"      |
| 5      | Joaquim Rodríguez (ESP)  | m.t.       |
| 6      | Fabio Aru (ITA)          | m.t.       |
| 7      | Louis Meintjes (RSA)     | m.t.       |
| 8      | Andrey Zeits (KAZ)       | + 25"      |
| 9      | Tanel Kangert (EST)      | + 1' 47"   |
| 10     | Rui Costa (POR)          | + 2' 29"   |

| Classificació Final (11–63) | Classificació Final (11–63)   | Classificació Final (11–63) | Classificació Final (11–63) |
| --------------------------- | ----------------------------- | --------------------------- | --------------------------- |
| 11                          | Geraint Thomas (GBR)          | m.t.                        |                             |
| 12                          | Chris Froome (GBR)            | + 2' 58"                    |                             |
| 13                          | Dan Martin (IRL)              | m.t.                        |                             |
| 14                          | Emanuel Buchmann (GER)        | m.t.                        |                             |
| 15                          | Adam Yates (GBR)              | + 3' 03"                    |                             |
| 16                          | Brent Bookwalter (USA)        | + 3' 31"                    |                             |
| 17                          | Bauke Mollema (NED)           | m.t.                        |                             |
| 18                          | Kristijan Đurasek (CRO)       | m.t.                        |                             |
| 19                          | Sébastien Reichenbach (SUI)   | m.t.                        |                             |
| 20                          | Fränk Schleck (LUX)           | m.t.                        |                             |
| 21                          | Esteban Chaves (COL)          | + 3' 34"                    |                             |
| 22                          | Serge Pauwels (BEL)           | + 6' 12"                    |                             |
| 23                          | Alexis Vuillermoz (FRA)       | m.t.                        |                             |
| 24                          | Romain Bardet (FRA)           | m.t.                        |                             |
| 25                          | Simon Clarke (AUS)            | m.t.                        |                             |
| 26                          | Primož Roglič (SVN)           | + 9' 38"                    |                             |
| 27                          | Yukiya Arashiro (JPN)         | m.t.                        |                             |
| 28                          | Daryl Impey (RSA)             | m.t.                        |                             |
| 29                          | Nicolas Roche (IRL)           | m.t..                       |                             |
| 30                          | Alejandro Valverde (ESP)      | m.t.                        |                             |
| 31                          | Sergey Chernetskiy (RUS)      | m.t.                        |                             |
| 32                          | Christopher Juul-Jensen (DEN) | m.t.                        |                             |
| 33                          | George Bennett (NZL)          | + 11' 49"                   |                             |
| 34                          | Fabian Cancellara (SUI)       | m.t.                        |                             |
| 35                          | Ramūnas Navardauskas (LTU)    | + 12' 18"                   |                             |
| 36                          | André Cardoso (POR)           | m.t.                        |                             |
| 37                          | Eduardo Sepúlveda (ARG)       | m.t.                        |                             |
| 38                          | Pavel Kochetkov (RUS)         | m.t.                        |                             |
| 39                          | Steven Kruijswijk (NED)       | m.t.                        |                             |
| 40                          | Damiano Caruso (ITA)          | m.t.                        |                             |
| 41                          | Andriy Hrivko (UKR)           | + 13' 18"                   |                             |
| 42                          | Philippe Gilbert (BEL)        | m.t.                        |                             |
| 43                          | Daniel Teklehaimanot (ERI)    | + 19' 20"                   |                             |
| 44                          | Georg Preidler (AUT)          | + 19' 37"                   |                             |
| 45                          | Patrik Tybor (SVK)            | + 20' 00"                   |                             |
| 46                          | Aleksejs Saramotins (LAT)     | m.t.                        |                             |
| 47                          | Anass Aït El Abdia (MAR)      | m.t.                        |                             |
| 48                          | Lars Petter Nordhaug (NOR)    | m.t.                        |                             |
| 49                          | Kanstantsin Sivtsov (BLR)     | m.t.                        |                             |
| 50                          | Vegard Stake Laengen (NOR)    | m.t.                        |                             |
| 51                          | Ioannis Tamouridis (GRE)      | m.t.                        |                             |
| 52                          | Jan Polanc (SVN)              | m.t.                        |                             |
| 53                          | José Mendes (POR)             | m.t.                        |                             |
| 54                          | Andrey Amador (CRI)           | m.t.                        |                             |
| 55                          | Michael Woods (CAN)           | m.t.                        |                             |
| 56                          | Michał Gołaś (POL)            | m.t.                        |                             |
| 57                          | Simon Špilak (SVN)            | m.t.                        |                             |
| 58                          | Petr Vakoč (CZE)              | m.t.                        |                             |
| 59                          | Toms Skujiņš (LAT)            | m.t.                        |                             |
| 60                          | Chris Anker Sørensen (DEN)    | m.t.                        |                             |
| 61                          | Bakhtiyar Kozhatayev (KAZ)    | m.t.                        |                             |
| 62                          | Michał Kwiatkowski (POL)      | m.t.                        |                             |
| 63                          | Alessandro De Marchi (ITA)    | + 20' 05"                   |                             |

| Fora de temps | Fora de temps             | Fora de temps | Fora de temps |
| ------------- | ------------------------- | ------------- | ------------- |
| –             | Murilo Fischer (BRA)      | + 31' 47"     |               |
| –             | Ignatas Konovalovas (LTU) | m.t.          |               |

| Abandonen | Abandonen                         | Abandonen | Abandonen |
| --------- | --------------------------------- | --------- | --------- |
| –         | Jonathan Castroviejo (ESP)        | DNF       |           |
| –         | Imanol Erviti (ESP)               | DNF       |           |
| –         | Ion Izagirre (ESP)                | DNF       |           |
| –         | Sergio Henao (COL)                | DNF       |           |
| –         | Miguel Ángel López (COL)          | DNF       |           |
| –         | Jarlinson Pantano (COL)           | DNF       |           |
| –         | Rigoberto Urán (COL)              | DNF       |           |
| –         | Warren Barguil (FRA)              | DNF       |           |
| –         | Steve Cummings (GBR)              | DNF       |           |
| –         | Ian Stannard (GBR)                | DNF       |           |
| –         | Rohan Dennis (AUS)                | DNF       |           |
| –         | Scott Bowden (AUS)                | DNF       |           |
| –         | Richie Porte (AUS)                | DNF       |           |
| –         | Laurens De Plus (BEL)             | DNF       |           |
| –         | Tim Wellens (BEL)                 | DNF       |           |
| –         | Tom Dumoulin (NED)                | DNF       |           |
| –         | Wout Poels (NED)                  | DNF       |           |
| –         | Vincenzo Nibali (ITA)             | DNF       |           |
| –         | Diego Rosa (ITA)                  | DNF       |           |
| –         | Michael Albasini (SUI)            | DNF       |           |
| –         | Steve Morabito (SUI)              | DNF       |           |
| –         | Simon Geschke (GER)               | DNF       |           |
| –         | Maximilian Levy (GER)             | DNF       |           |
| –         | Tony Martin (GER)                 | DNF       |           |
| –         | Edvald Boasson Hagen (NOR)        | DNF       |           |
| –         | Sven Erik Bystrøm (NOR)           | DNF       |           |
| –         | Maciej Bodnar (POL)               | DNF       |           |
| –         | Jan Bárta (CZE)                   | DNF       |           |
| –         | Leopold König (CZE)               | DNF       |           |
| –         | Zdeněk Štybar (CZE)               | DNF       |           |
| –         | Denys Kostyuk (UKR)               | DNF       |           |
| –         | Andriy Khripta (UKR)              | DNF       |           |
| –         | Matej Mohorič (SVN)               | DNF       |           |
| –         | Ghader Mizbani (IRN)              | DNF       |           |
| –         | Arvin Moazemi (IRN)               | DNF       |           |
| –         | Samad Pourseyedi (IRN)            | DNF       |           |
| –         | Nelson Oliveira (POR)             | DNF       |           |
| –         | Abderrahmane Mansouri (ALG)       | DNF       |           |
| –         | Youcef Reguigui (ALG)             | DNF       |           |
| –         | Stefan Denifl (AUT)               | DNF       |           |
| –         | Soufiane Haddi (MAR)              | DNF       |           |
| –         | Mouhssine Lahsaini (MAR)          | DNF       |           |
| –         | Taylor Phinney (USA)              | DNF       |           |
| –         | Rein Taaramäe (EST)               | DNF       |           |
| –         | Zac Williams (NZL)                | DNF       |           |
| –         | Antoine Duchesne (CAN)            | DNF       |           |
| –         | Hugo Houle (CAN)                  | DNF       |           |
| –         | Vasil Kiryienka (BLR)             | DNF       |           |
| –         | Kohei Uchima (JPN)                | DNF       |           |
| –         | Kim Ok-cheol (KOR)                | DNF       |           |
| –         | Seo Joon-yong (KOR)               | DNF       |           |
| –         | Jonathan Monsalve (VEN)           | DNF       |           |
| –         | Miguel Ubeto (VEN)                | DNF       |           |
| –         | Matija Kvasina (CRO)              | DNF       |           |
| –         | Daniel Díaz (ARG)                 | DNF       |           |
| –         | Maximiliano Richeze (ARG)         | DNF       |           |
| –         | Cheung King Lok (HKG)             | DNF       |           |
| –         | José Luis Rodríguez Aguilar (CHI) | DNF       |           |
| –         | Adrien Niyonshuti (RWA)           | DNF       |           |
| –         | Maksym Averin (AZE)               | DNF       |           |
| –         | Serghei Țvetcov (ROM)             | DNF       |           |
| –         | Luis Lemus (MEX)                  | DNF       |           |
| –         | Onur Balkan (TUR)                 | DNF       |           |
| –         | Ahmet Örken (TUR)                 | DNF       |           |
| –         | Kléber Ramos (BRA)                | DNF       |           |
| –         | Ali Nouisri (TUN)                 | DNF       |           |
| –         | Stefan Hristov (BUL)              | DNF       |           |
| –         | Manuel Rodas (GUA)                | DNF       |           |
| –         | Byron Guamá (ECU)                 | DNF       |           |
| –         | Ivan Stević (SRB)                 | DNF       |           |
| –         | Tsgabu Grmay (ETH)                | DNF       |           |
| –         | Diego Milán (DOM)                 | DNF       |           |
| –         | Dan Craven (NAM)                  | DNF       |           |
| –         | Óscar Soliz (BOL)                 | DNF       |           |
| –         | Qëndrim Guri (KOS)                | DNF       |           |
| –         | Brian Babilonia (PUR)             | DNF       |           |
| –         | Yousif Mirza (UAE)                | DNF       |           |
| –         | Ariya Phounsavath (LAO)           | DNF       |           |
| –         | Alexey Kurbatov (RUS)             | DNF       |           |